# Sam Myers
Sam Myers, född 19 februari 1936, död 17 juli 2006, var en amerikansk bluesmusiker och låtskrivare. 
Myers har medverkat som musiker på dussintals inspelningar med bluesartister under de senaste femtio åren. Han började sin karriär som trummis för Elmore James, men var mest känd som en blues-sångare och bluesmunspelare. Under nästan två decennier var han sångare i bandet Anson Funderburgh & The Rockets.

## Biografi
Myers fick intresse för musik medan han var en liten skolpojke i Jackson, Mississippi och blev så duktig på att spela trumpet och trummor att han fick ett stipendium från American Conservatory School of Music i Chicago. Myers gick i skolan på dagen och på natten besökte han nattklubbar på  South Side, och mötte och fick "sitta in" med Jimmy Rogers, Muddy Waters, Howling Wolf, Little Walter, Hound Dog Taylor, Robert Lockwood Jr och Elmore James. Myers spelade trummor med Elmore James som en ordinarie medlem från 1952 till James död 1963, och hörs på många av James historiska inspelningar för Chess Records. 1956 skrev Myers låten "Sleeping in the Ground", som skulle bli hans mest kända singel. En låt som har spelats in av Eric Clapton, Robert Cray och många andra bluesartister.
Från tidigt 1960-tal fram till 1986 arbetade Myers på klubbarna i och runt Jackson, liksom hela   Chitlin' Circuit. Han turnerade även världen runt med Sylvia Embry och Mississippi All Stars Blues Band. 
År 1986 träffade Sam Anson Funderburgh, från  Plano, Texas, och gick med i Anson band, The Rockets. Myers turnerade över hela USA och världen med The Rockets.
Strax före Sam Myers död, till följd av komplikationer från strupcancer den 17 juli 2006, turnerade han som soloartist, i Sverige, Norge och Danmark, kompad av det svenska bandet Bloosblasters. Detta till följd av en vänskap som inleddes mellan Mr Myers och Bloosblasters sångare Dennis Westerberg året innan, på Westerbergs bluesresa i USA.
Samma år publicerade University Press of Mississippi Myers självbiografi, titeln "Sam Myers: The Blues Is My Story". Författaren Jeff Horton, vars arbete har publicerats i Blues Revue och Sothwest Blues, presenterar Myers historia och gräver i hans minnen från livet på vägarna med andra legendariska blues artister. 

## Utmärkelser
The Rockets har upprepade gånger hyllats som ett av de bästa livebluesband som existerat. Myers och The Rockets har tillsammans vunnit nio  W. C. Handy Awards, däribland tre "Band of the Year"-priser och 2004 års pris för bästa traditionella Album of the Year. År 2005 utsågs Myers till traditionella Blues Album of the Year för hans cd,Coming from the Old School.
I januari 2000 blev Myers invald i Farish Street Walk of Fame i Jackson, Mississippi, en ära han delar med Dorothy Moore och Rice Miller (Sonny Boy Williamson II). År 2006, bara några månader före Myers död, tilldelade guvernören i Mississippi Myers den prestigefyllda Governor's Award för "excellence in the Arts" och Myers utsågs till statlig Bluesambassadör av Mississippi Arts Commission.